# 卡姆亞內 (列別金市鎮)
50°27′49″N 34°17′40″E / 50.46361°N 34.29444°E

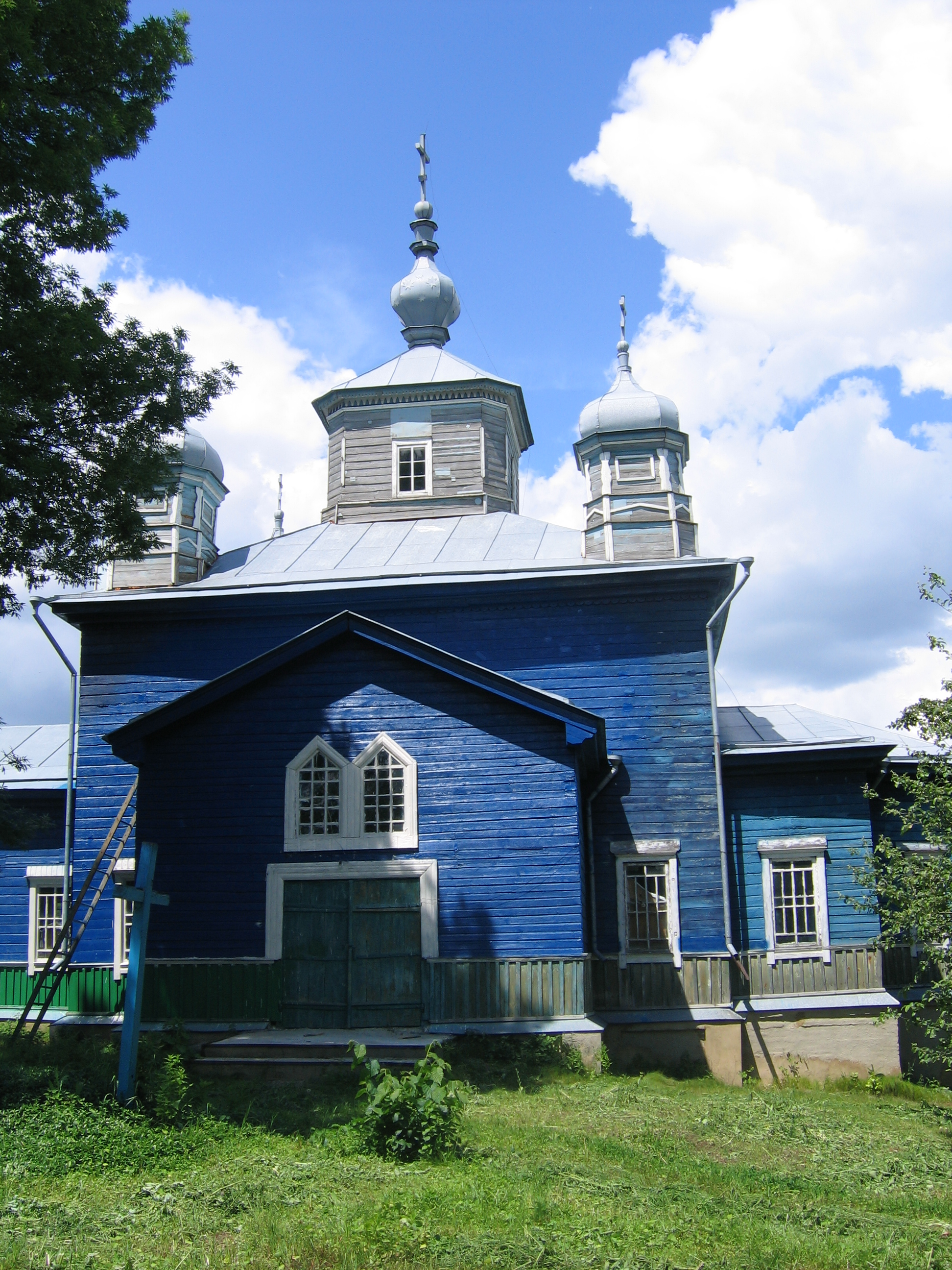
教堂

卡姆亞內（羅馬化：Kamiane）是烏克蘭北部蘇梅州蘇梅區列别金市镇的村莊，處於普肖爾河右岸，距離切爾內什基、庫爾德和博布羅韋1公里，海拔高度126米，2011年人口700。